# Sandra Milowanoff
Sandra Milowanoff, född 23 juni 1892 i Sankt Petersburg i Ryssland, död 8 maj 1957 i Paris i Frankrike, var en fransk skådespelare. 

## Filmografi (urval)
- 1950 - Ils ont vingt ans
- 1940 - En krigsförbrytares dagbok
- 1927 – Förseglade läppar
- 1926 - Mauprat
- 1925 - Les Misérables
- 1925 - Le Fantôme du Moulin-Rouge
- 1923 - Le Gamin de Paris
- 1921 - L' Orpheline